# Paradeutella multispinosa
Paradeutella multispinosa is een vlokreeftensoort uit de familie van de Caprellidae. De wetenschappelijke naam van de soort is voor het eerst geldig gepubliceerd in 1928 door Schellenberg.